# 川滇委陵菜
川滇委陵菜（学名：Potentilla fallens）是蔷薇科委陵菜属的植物，是中国的特有植物。分布在中国大陆的四川、云南等地，生长于海拔2,800米至3,900米的地区，常生于山坡草地或林中，目前尚未由人工引种栽培。